# Robert Hunter
Robert Hunter (n. 20 noiembrie 1886, Chicago, Illinois, SUA – d. 28 martie 1971, Santa Barbara, California, SUA) a fost un jucător de golf ce a reprezentat Statele Unite ale Americii, medaliat olimpic. A participat la o ediție a Jocurilor Olimpice (1904) în care a câștigat o medalie de aur.

## Participări
Lista de mai jos prezintă principalele competiții la care a participat Robert Hunter de-a lungul carierei.
- golf at the 1904 Summer Olympics – men's team[*]